# Cecylia Plater-Zyberk

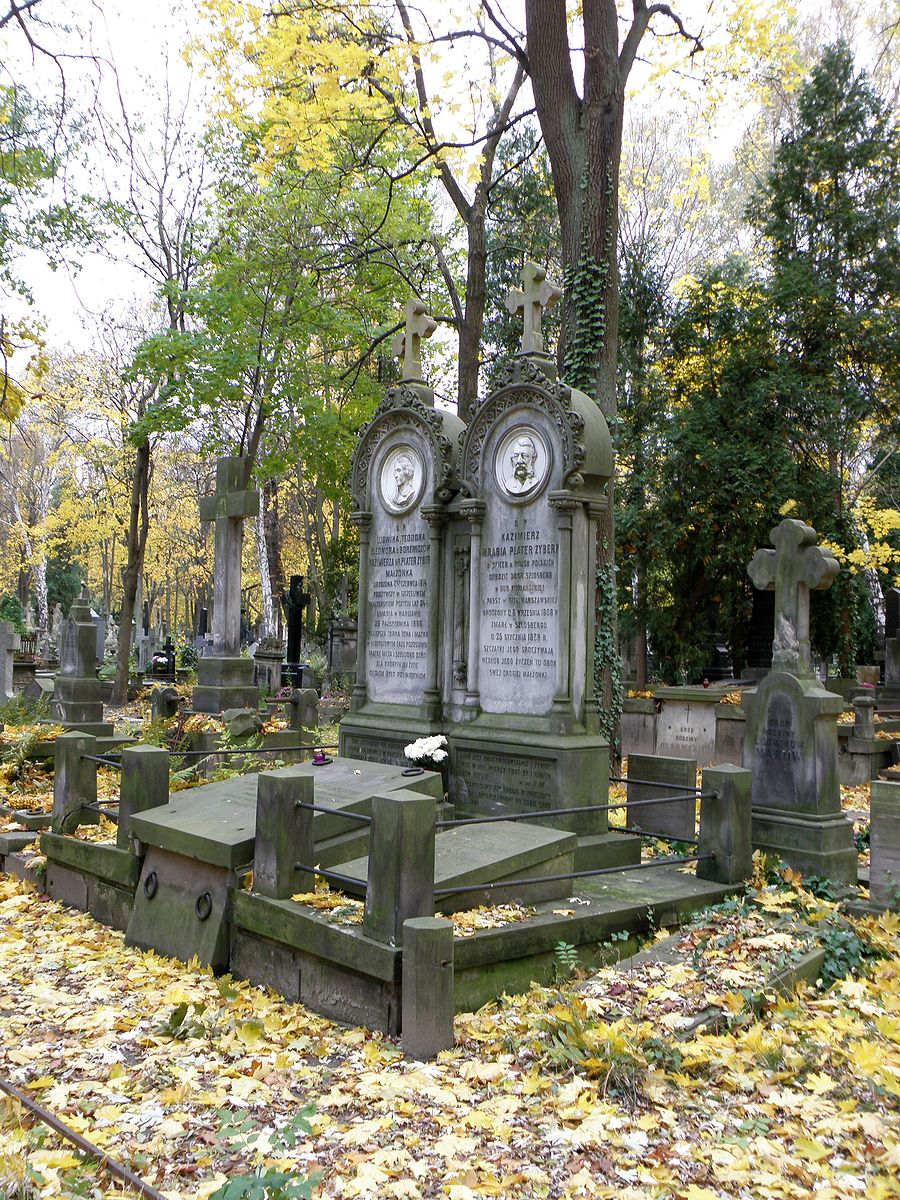
Grób rodzinny Plater-Zyberków na Powązkach, na nagrobku medaliony z wizerunkami rodziców Cecylii

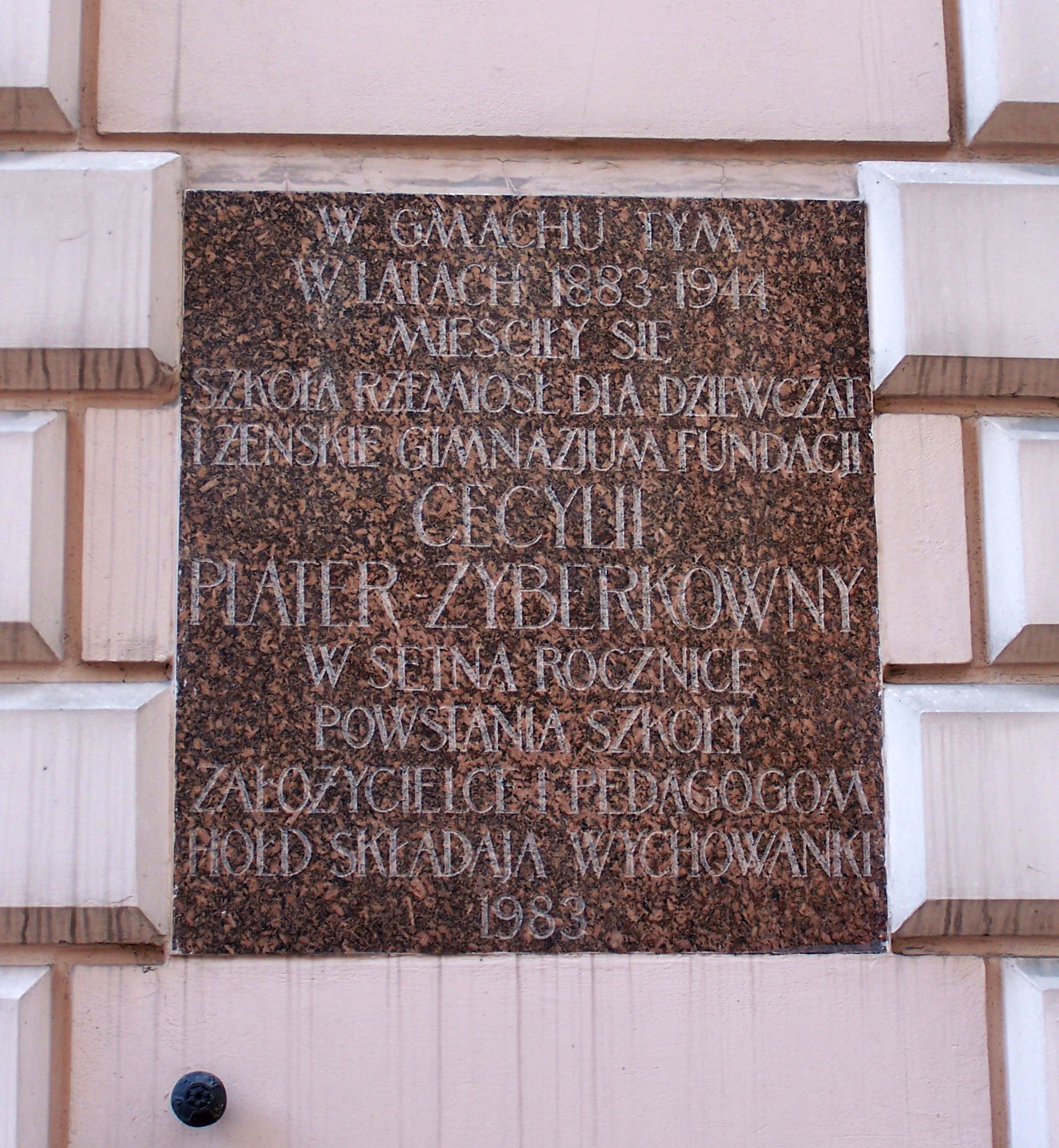
Tablica pamiątkowa na gmachu szkoły rzemiosł dla dziewcząt na ul. Pięknej

Cecylia Plater-Zyberk herbu Plater (ur. 8 maja 1853 w Passie, zm. 6 stycznia 1920 w Warszawie) – działaczka społeczna, pedagożka i publicystka, założycielka szkół i towarzystw społecznych.

## Życiorys
Cecylia Plater-Zyberkówna była córką hrabiego Kazimierza Plater-Zyberka (1808–1876) oraz Ludwiki z Borewiczów (1814-1866). Początkowo kształciła się w domu rodzinnym w majątku Schlossberg w Kurlandii, następnie w szkole Sióstr Sacré Cœur w Poznaniu. W latach 1879–1880 wyjechała do Paryża, gdzie uczęszczała do szkoły rzemiosł. Po powrocie do kraju osiadła w Warszawie, gdzie zdobyła tytuł mistrzowski w cechu krawieckim.
W 1880 roku wstąpiła do bezhabitowego zgromadzenia sióstr Posłanniczek Najświętszego Serca Jezusowego (przyjmując imię Maria od Stóp Chrystusowych) i przez kilka lat pełniła obowiązki przełożonej warszawskiego domu tego zgromadzenia.
W 1883 roku Cecylia Plater-Zyberk założyła szkołę rękodzielniczą dla dziewcząt. Powstałe przy niej (w 1886 roku) gimnazjum żeńskie przekształciło się z czasem (1917) w pełnoprawną szkołę średnią, reaktywowaną w 1993 roku jako Liceum Ogólnokształcące im. Cecylii Plater-Zyberkówny. Drugą ze szkół założonych przez Cecylię Plater-Zyberkównę (w 1891 roku) była szkoła gospodarstwa wiejskiego w Chyliczkach, działająca początkowo pod nazwą Zakładu Gospodarczego w Chyliczkach, później przekształcona w Szkołę Żeńską Gospodarstwa Wiejskiego, a następnie w Liceum Gospodarstwa Wiejskiego w Chyliczkach (od 2019 roku Zespół Szkół Nr 3 im. Cecylii Plater-Zyberkówny w Piasecznie). Cecylia Plater-Zyberk organizowała ponadto liczne kursy zawodowe, między innymi z zakresu pedagogiki i księgowości.
Cecylia Plater-Zyberk została pochowana w grobie rodzinnym na Powązkach (kwatera 41-5-4/5/6).

## Działalność
Wraz z Kazimierą Proczek Cecylia Plater-Zyberk założyła w 1904 roku Katolicki Związek Kobiet Polskich, którego przez dwa lata była prezeską. Była także współzałożycielką Stowarzyszenia Ziemianek oraz, wraz z ks. Jerzym Matulewiczem (późniejszym biskupem i błogosławionym), Towarzystwa Przyjaciół Młodzieży, działającego wśród młodzieży męskiej. Angażowała się też w działalność charytatywną, głównie nastawioną na pomoc dzieciom i młodzieży.

## Działalność publicystyczna
Działalność publicystyczna Cecylii Plater-Zyberk koncentrowała się na tematyce pedagogicznej oraz społecznej, narodowej i religijnej (łącznie z pozycją kobiet w społeczeństwie). Uważa się ją za przedstawicielkę katolicyzmu otwartego, prekursorkę ruchów inteligencji katolickiej. Była autorką około 35 książek i broszur oraz licznych artykułów, na ogół pisanych pod pseudonimami i kryptonimami (C. P. Z., X. Bogusław, Przyjaciółka Młodzieży, Świerszcz, Wrzos).

## Publikacje
- Istota i cele związków
- Życie katolickie
- O pobożności prawdziwej i fałszywej, 1899
- Kilka myśli o wychowaniu, 1903
- Kobieta – ogniskiem : z pogadanek do uczennic Chyliczkowskich : przez odrodzoną kobietę – odrodzenie 1909
- Jaka jest nasza wada narodowa główna?
- O potrzebie reformy szkoły średniej dla dziewcząt, 1917
- Na progu małżeństwa